# Emmelichthyidae
Famille
Les Emmelichthyidae  sont une famille de poissons marins de l'ordre des Acanthuriformes représentée par trois genres et dix-sept espèces.

## Liste des espèces
Selon FishBase :
- genre Emmelichthys
  - Emmelichthys elongatus  Kotlyar, 1982
  - Emmelichthys karnellai  Heemstra & Randall, 1977
  - Emmelichthys nitidus cyanescens  (Guichenot, 1848)
  - Emmelichthys nitidus nitidus  Richardson, 1845
  - Emmelichthys ruber  (Trunov, 1976)
  - Emmelichthys struhsakeri  Heemstra & Randall, 1977
- genre Erythrocles
  - Erythrocles acarina  Kotthaus, 1974
  - Erythrocles microceps  Miyahara & Okamura, 1998
  - Erythrocles monodi  Poll & Cadenat, 1954
  - Erythrocles schlegelii  (Richardson, 1846)
  - Erythrocles scintillans  (Jordan & Thompson, 1912)
  - Erythrocles taeniatus  Randall & Rivaton, 1992
- genre Plagiogeneion
  - Plagiogeneion fiolenti  Parin, 1991
  - Plagiogeneion geminatum  Parin, 1991
  - Plagiogeneion macrolepis  McCulloch, 1914
  - Plagiogeneion rubiginosum  (Hutton, 1875)
  - Plagiogeneion unispina  Parin, 1991